# Campionati europei di atletica leggera 1946 - Lancio del disco maschile
La gara del lancio del disco maschile si tenne il 24 agosto 1946.

## Risultati

### Qualificazioni
| Pos | Nome             | Nazione        | Misura | Note |
| --- | ---------------- | -------------- | ------ | ---- |
| 1   | Adolfo Consolini | Italia         | 53.29  | Q,CR |
| 2   | Giuseppe Tosi    | Italia         | 50.03  | Q    |
| 3   | Nikolaos Syllas  | Grecia         | 47.67  | Q    |
| 4   | Veikko Nyqvist   | Finlandia      | 46.98  | Q    |
| 5   | Bengt Wikner     | Svezia         | 46.96  | Q    |
| 6   | Erik Westlin     | Svezia         | 46.47  | Q    |
| 7   | Stein Johnson    | Norvegia       | 45.61  | Q    |
| 8   | Raymond Tissot   | Francia        | 44.90  | Q    |
| 9   | René Bazennerie  | Francia        | 44.72  |      |
| 10  | Danilo Žerjal    | Jugoslavia     | 44.31  |      |
| 11  | Jaroslav Knotek  | Cecoslovacchia | 44.23  |      |
| 12  | Johan Nordby     | Norvegia       | 43.33  |      |
| 13  | Jón Ólafsson     | Islanda        | 42.40  |      |
| 14  | Gunnar Huseby    | Islanda        | 41.74  |      |
| 15  | Roger Verhas     | Belgio         | 40.88  |      |
| 16  | Oskar Ospelt     | Liechtenstein  | 38.35  |      |

### Finale
| Pos | Nome             | Nazione   | Misura | Note |
| --- | ---------------- | --------- | ------ | ---- |
| 1   | Adolfo Consolini | Italia    | 53.23  |      |
| 2   | Giuseppe Tosi    | Italia    | 50.39  |      |
| 3   | Veikko Nyqvist   | Finlandia | 48.14  |      |
| 4   | Nikolaos Syllas  | Grecia    | 47.96  |      |
| 5   | Stein Johnson    | Norvegia  | 46.77  |      |
| 6   | Erik Westlin     | Svezia    | 45.65  |      |
| 7   | Bengt Wikner     | Svezia    | 44.57  |      |
| 8   | Raymond Tissot   | Francia   | 44.11  |      |